# District de Washim
Le district de Washim (en Marathi:  वाशिम जिल्हा ) est un district de la Division d'Amravati du Maharashtra.

## Description
Son chef-lieu est la ville de Washim. Au recensement de 2011, sa population est de 1 197 160 habitants.